# Listă a celor 13 state originare fondatoare ale SUA

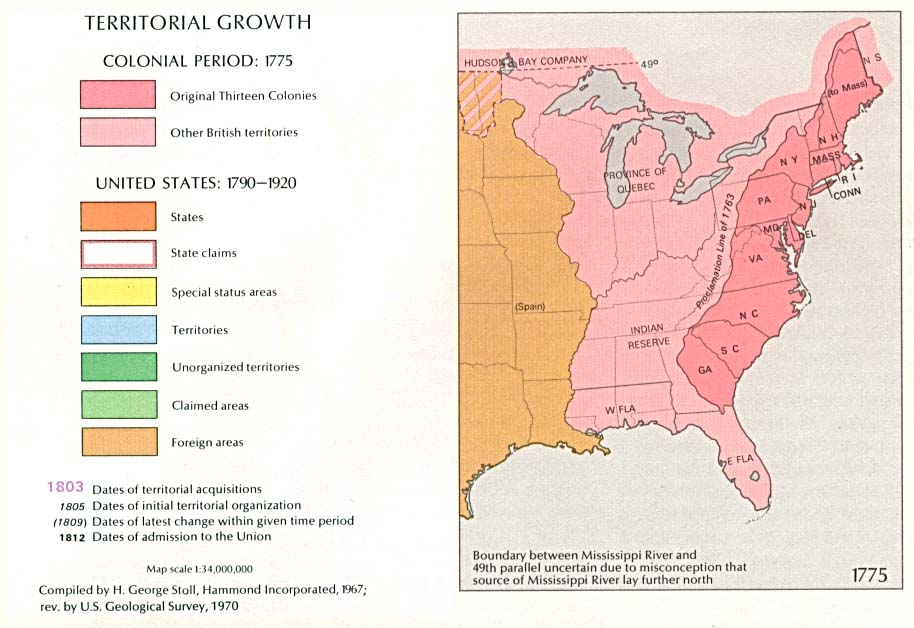
Hartă a estului Statelor Unite ale Americii indicând (în roșu) cele 13 state originare, fostele 13 colonii ale Imperiului Britanic.

Această pagină este o listă a celor treisprezece state originare ale Statelor Unite ale Americii, care au fost simultan și cele 13 colonii ale Imperiului Britanic din America de Nord (sub nume oficiale diferite), care s-au răsculat împotriva acestuia în anul 1775 - 1776, s-au declarat independente la 4 iulie 1776 și au devenit de facto independente la semnarea Tratatul de pace anglo-american de la Paris din 3 septembrie 1783. 
Chiar dacă primele treisprezece state ale Statelor Unite ale Americii pot fi considerate membre ale Uniunii din ziua proclamării Declarației de independență a SUA, 4 iulie 1776, sau din ziua ratificării Articolelor Confederației și a Perpetuei Uniuni, care au constituit prima constituție a națiunii, în realitate fiecare dintre aceste state a ratificat prezenta Constituție a Statelor Unite la date diferite.  
Începând cu ratificarea constituției de către statul Delaware la 7 decembrie 1787 și terminând cu ratificarea sa de către Rhode Island la 29 mai 1790, procesul constituirii Uniunii a fost de fapt consfințit în ziua când pragul de două treimi a fost depășit, 21 iunie 1788, odată cu ratificarea sa de către statul New Hampshire. 
| Ordinea intrării | Stat al Statelor Unite ale Americii | Ratificare sau admisie             | Entitatea statală anterioară |
| ---------------- | ----------------------------------- | ---------------------------------- | --- |
| 1                | Delaware                            | 4 iulie 1776 † 7 decembrie 1787 ‡  | Comitatele sudice ale Coloniei Delaware, atunci stat suveran în Confederaţie                                                          |
| 2                | Pennsylvania                        | 4 iulie 1776 † 12 decembrie 1787 ‡ | Provincia Pennsylvania, atunci stat suveran în Confederaţie.                                                                          |
| 3                | New Jersey                          | 4 iulie 1776 † 18 decembrie 1787 ‡ | Provincia New Jersey, atunci stat suveran în Confederaţie.                                                                            |
| 4                | Georgia                             | 4 iulie 1776 † 2 ianuarie 1788 ‡   | Provincia Georgia, atunci stat suveran în Confederaţie.                                                                               |
| 5                | Connecticut                         | 4 iulie 1776 † 9 ianuarie 1788 ‡   | Connecticut Colony, Colonia Connecticut, atunci stat suveran în Confederaţie.                                                         |
| 6                | Massachusetts                       | 4 iulie 1776 † 6 februarie 1788 ‡  | Province of Massachusetts Bay, atunci stat suveran în Confederaţie.                                                                   |
| 7                | Maryland                            | 4 iulie 1776 † 28 aprilie 1788 ‡   | Province of Maryland, Provincia Maryland, atunci stat suveran în Confederaţie.                                                        |
| 8                | South Carolina                      | 4 iulie 1776 † 23 mai 1788 ‡       | Province of South Carolina, Provincia Carolina de Sud, atunci stat suveran în Confederaţie.                                           |
| 9                | New Hampshire                       | 4 iulie 1776 † 21 iunie 1788 ‡     | Province of New Hampshire, Provincia New Hampshire, atunci stat suveran în Confederaţie.                                              |
| 10               | Virginia                            | 4 iulie 1776 † 25 iunie 1788 ‡     | Virginia Colony, Colonia Virginia, atunci stat suveran în Confederaţie.                                                               |
| 11               | New York                            | 4 iulie 1776 † 26 iulie 1788 ‡     | Province of New York, Provincia New York, atunci stat suveran în Confederaţie.                                                        |
| 12               | North Carolina                      | 4 iulie 1776 † 21 noiembrie 1789 ‡ | Province of North Carolina, Provincia North Carolina, atunci stat suveran în Confederaţie.                                            |
| 13               | Rhode Island                        | 4 iulie 1776 † 29 mai 1790 ‡       | Colony of Rhode Island and Providence Plantations, Colonia Rhode Island și Plantația Providence, atunci stat suveran în Confederaţie. |